# Badischer Landwirtschaftlicher Hauptverband

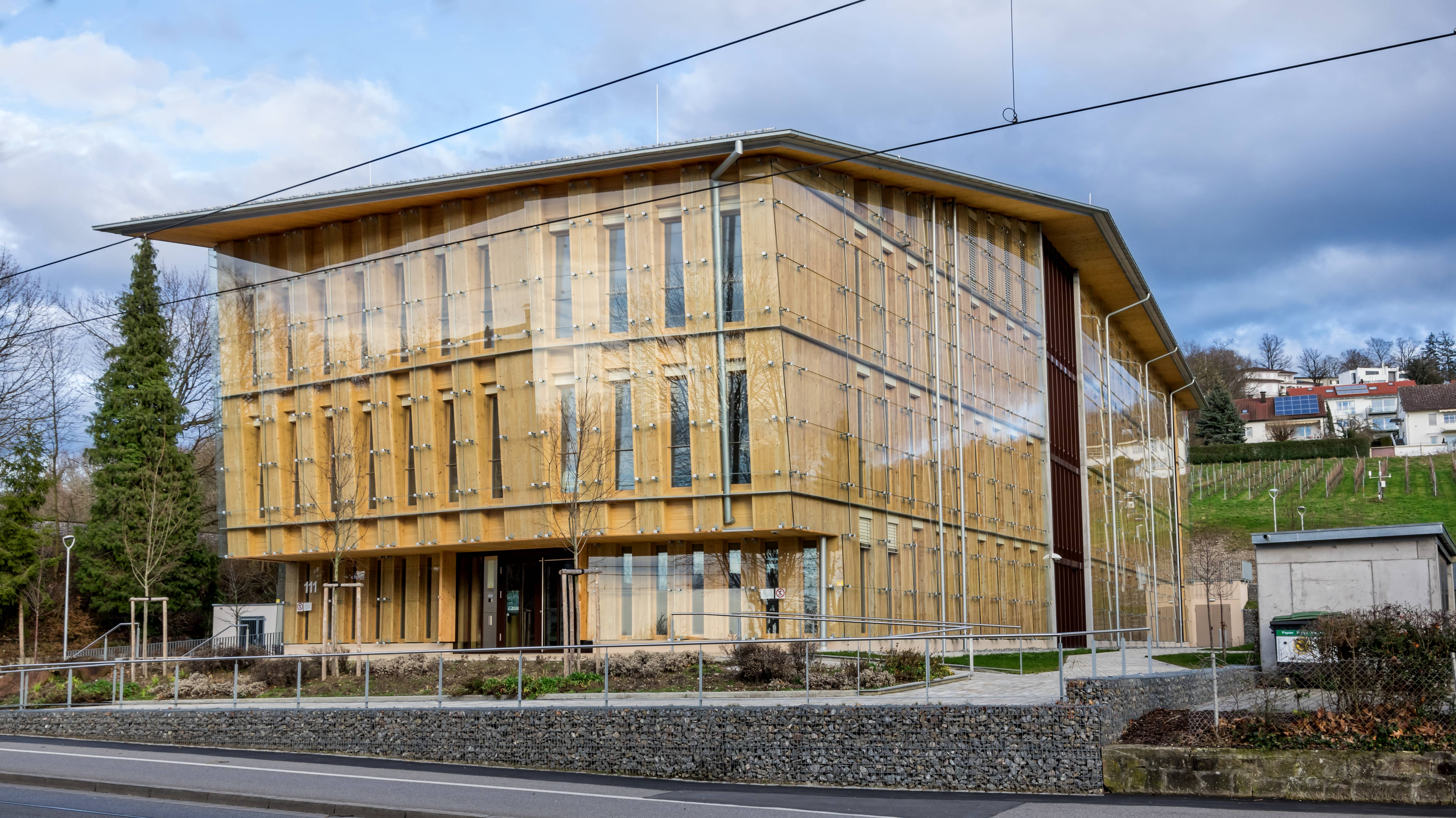
Zentrale in Freiburg

Der Badische Landwirtschaftliche Hauptverband (abgekürzt BLHV) ist ein in der Rechtsform eines eingetragenen Vereins organisierter Dachverband, der in Südbaden die Interessen der Landwirte und Winzer im Haupt- und Nebenerwerb vertritt und ordentliches Mitglied im Deutschen Bauernverband ist. Dienstsitz des Verbandes ist Freiburg im Breisgau.

## Leitbild
Der BLHV bekennt sich zu einer familiären bäuerlichen Landwirtschaft. Im Leitbild wird die besondere Vielfalt der Landwirtschaft in Südbaden betont. Der BLHV steht für einen regionalen Dachverband, der alle Landwirte und Winzer mit ihren verschiedenen Betriebstypen und Produktionsrichtungen vertreten will. Die Mitglieder des BLHV bekennen sich zu aktiver demokratischer Willensbildung und einer gemeinsamen Interessenspolitik. Ehrenamtliche und demokratische Führungsstruktur sollen dafür die stabile Grundlage bilden.

## Geschichte
Die Gründung der Bauernverbände im heutigen Baden-Württemberg steht in engem Zusammenhang mit der Aufteilung der Länder Baden, Württemberg und Hohenzollern in zwei Besatzungszonen.
Bereits am 29. Mai 1946 tagte in Südbaden der Gründungsausschuss für den Badischen Landwirtschaftlichen Hauptverband (BLHV), dessen Gründungsversammlung am 18. November des gleichen Jahres stattfand. Dieser Verband musste sich auf den südbadischen Landesteil beschränken, da Nordbaden aber auch Nordwürttemberg Teil der amerikanischen Besatzungszone waren. Südwürttemberg und Hohenzollern standen unter französischer Verwaltung.
Im Mai 1989 beschlossen die Delegierten des Nordwürttemberg-badischen Verbandes  und des Südwürttembergischen Bauernverbandes in Ulm die Fusion der beiden Verbände. Als Hauptsitz wurde die Landeshauptstadt Stuttgart bestimmt. Der BLHV entschied sich gegen die Beteiligung am Landesbauernverband in Baden-Württemberg und vertritt weiterhin den Bereich der Landwirtschaft im Bereich des Regierungsbezirks Südbaden. Die 1948 vom BLHV gegründete Badische Bauernschule wurde 2004 wieder geschlossen.
Im Jahr 2014 konnte der Verband sein neues Verwaltungsgebäude neben dem Staatlichen Weinbauinstitut Freiburg im Stadtteil Wiehre der Stadt Freiburg im Breisgau beziehen. Das viergeschossige Gebäude ist ab dem Kellergeschoss ganz aus Schwarzwälder Fichten- und Tannenholz gefertigt, das durch eine vorgehängte Glasschale geschützt wird. In dem nach Passivhausstandard errichteten Bau mit Photovoltaikanlage und Wärmepumpenheizung arbeiten etwa 100 Personen.

## Ehrungen
Im Andenken an den Gründungs- und späteren Ehrenpräsidenten Lambert Schill verleiht der Badische Landwirtschaftliche Hauptverband seit 1991 die Lambert-Schill-Medaille an maximal sieben lebende verdiente Persönlichkeiten.
- 2016 Karl Rombach, Vizepräsident des BLHV (2003–2015)[4]
- 2005 Erwin Teufel, Ministerpräsident von Baden-Württemberg (1991–2005)
- 2004 Wendelin Ruf, BLHV-Präsident (1991–2003) und BLHV-Ehrenpräsident
- 1995 Hans Griesser, BLHV-Vorstandsmitglied (1983–1994)
- 1995 Stefan Gutmann, BLHV-Hauptgeschäftsführer (1982–1994)
- 1995 Martin Wentz, BLHV-Vizepräsident (1973–1994)
- 1991 Ludger Reddemann, BLHV-Präsident (1984–1991) und Staatssekretär (1991–1996)